# Philadelphia Phillies
Philadelphia Phillies er et amerikansk baseballhold fra Philadelphia, Pennsylvania, der spiller i MLB-ligaen. Phillies hører hjemme i Eastern Division i National League, og spiller deres hjemmekampe på Citizens Bank Park.
Phillies blev stiftet i 1882 under navnet Philadelphia Quakers, men allerede året efter skiftede man til det nuværende navn, der har været brugt siden. Holdet har kun to gange, i 1980 og i 2008 vundet MLB-finalen World Series. Her besejrede man i finaleserien hhv Kansas City Royals og Tampa Bay Rays. Yderligere fire gange, i 1915, 1950, 1983 og 1993 har klubben været den tabende finalist i World Series.